# Deer Park (Ohio)
Deer Park város az USA Ohio államában, Hamilton megyében. Lakosainak száma 5432 fő (2020. április 1.).

## Népesség
A település népességének változása:

| 2010 | 5 736 |
| 2020 | 5 432 |